# Peru op de Olympische Zomerspelen 1972
Peru nam deel aan Olympische Zomerspelen 1972 in München, West-Duitsland.
Dit was de achtste maal dat Peru deelnam.

## Deelnemers en resultaten

### Atletiek
| Olympiër          | Discipline       | Resultaat | Prestatie |
| ----------------- | ---------------- | --------- | --- |
| Fernando Acevedo  | 400m (m)         | DNF       | serie 6: 3de in 45,80 kwartfinale 5: niet gestart |
|                   |                  |           | |
| María Luisa Vilca | 100m (v)         | 33e       | serie 6: 6de in 11,85 |
| María Luisa Vilca | 200m (v)         | 26e       | serie 3: 5de in 24,46 kwartfinale 2: 7de in 24,48 |
| Edith Noeding     | 100m horden (v)  | DNS       | serie 1: niet gestart |
| María Luisa Vilca | hoogspringen (v) | DNS       | kwalificatie groep B: niet gestart |
| Edith Noeding     | vijfkamp (v)     | 24e       | 100m horden: 17de in 14,24 kogelstoten: 26ste met 10,43m hoogspringen: 26ste met 1,55m verspringen: 28ste met 5,25m 200m: 11de in 24,41 totaal: 3870 punten |

### Boksen
| Olympiër     | Discipline | Resultaat | Prestatie                                                         |
| ------------ | ---------- | --------- | ----------------------------------------------------------------- |
| Carlos Burga | -67kg (m)  | 17e       | 1ste ronde: W van NOR Hodne: 4-1 2de ronde: V van USA Valdez: 1-4 |
| Oscar Ludeña | +81kg (m)  | 5e        | 1ste ronde: vrij: 4-1 kwartfinale: V van FRG Hussing: knock-out   |

### Schermen
| Olympiër      | Discipline | Resultaat | Prestatie |
| ------------- | ---------- | --------- | --- |
| Enrique Barúa | sabel (m)  | 37e       | 1ste ronde groep 7: 5de V van HUN Pézsa: 2-5 V van NED Ham: 0-5 V van FRA Vallée: 0-5 V van BUL Mihaylov: 2-5 W van CAN Foxcroft: 5-4 |

### Schietsport
| Olympiër            | Discipline         | Resultaat | Prestatie                             |
| ------------------- | ------------------ | --------- | ------------------------------------- |
| Gladys Baldwin      | 50m geweer liggend | 75e       | 584 punten: (95-99-98-96-98-98)       |
| Juan Jorge Giha Ali | trap               | 49e       | 584 punten: (21-19-22-22-17-23-22-22) |

### Wielersport
| Olympiër                                                       | Discipline            | Resultaat | Prestatie      |
| -------------------------------------------------------------- | --------------------- | --------- | -------------- |
| Enrique Ayllon                                                 | wegwedstrijd (m)      | DNF       | niet gefinisht |
| Gilberto Chocce                                                | wegwedstrijd (m)      | DNF       | niet gefinisht |
| Fernando Cuenca                                                | wegwedstrijd (m)      | DNF       | niet gefinisht |
| Carlos Espinoza                                                | wegwedstrijd (m)      | DNF       | niet gefinisht |
| Bernardo Arias Gilberto Chocce Fernando Cuenca Carlos Espinoza | wegwedstrijd team (m) | 30e       | 2:30.57,5      |

### Worstelen
| Olympiër        | Discipline  | Resultaat   | Prestatie                                                                                 |
| Vrije stijl     | Vrije stijl | Vrije stijl | Vrije stijl                                                                               |
| --------------- | ----------- | ----------- | ----------------------------------------------------------------------------------------- |
| Javier León     | -52kg (m)   | 22e         | 1ste ronde: V van CAN Bertie: val 2de ronde: V van USA Carr: val                          |
| Juan Velarde    | -57kg (m)   | 25e         | 1ste ronde: V van GBR Gill: beslissing 2de ronde: V van IRI Kheder: val                   |
| Carlos Hurtado  | -62kg (m)   | 23e         | 1ste ronde: V van ROU Coman: val 2de ronde: V van CAN Bolger: val                         |
| Miguel Zambrano | -100kg (m)  | 11e         | 1ste ronde: V van IRI Eskandar-Filabi: beslissing 2de ronde: V van JPN Isogai: beslissing |
| Grieks-Romeins  |             |             |                                                                                           |
| Javier León     | -52kg (m)   | 17e         | 1ste ronde: V van YUG Marinko: val 2de ronde: V van MEX Jiménez: val                      |
| Juan Velarde    | -57kg (m)   | 24e         | 1ste ronde: V van FRG Veil: val 2de ronde: V van POR Grilo: val                           |
| Carlos Hurtado  | -62kg (m)   | 15e         | 1ste ronde: V van BEL Van Landeghem: val 2de ronde: V van FIN Laakso: val                 |
| Miguel Zambrano | -100kg (m)  | 9e          | 1ste ronde: V van YUG Semeredi: val 2de ronde: V van HUN Csatári: val                     |

### Zwemmen
| Olympiër          | Discipline           | Resultaat | Prestatie                                          |
| ----------------- | -------------------- | --------- | -------------------------------------------------- |
| Juan Carlos Bello | 100m vrije slag (m)  | DNS       | serie 7: niet gestart                              |
| Juan Carlos Bello | 200m vrije slag (m)  | DNS       | serie 1: niet gestart                              |
| Guillermo Pacheco | 400m vrije slag (m)  | 30e       | serie 6: 7de in 4.18,78                            |
| Guillermo Pacheco | 1500m vrije slag (m) | 34e       | serie 4: 7de in 17.36,36                           |
| Alfredo Hunger    | 100m schoolslag (m)  | 38e       | serie 5: 6de in 1.11,44                            |
| Alfredo Hunger    | 200m schoolslag (m)  | 35e       | serie 6: 7de in 2.37,20                            |
| Juan Carlos Bello | 100m vlinderslag (m) | 9e        | serie 5: 3de in 57,54 halve finale 2: 5de in 57,51 |
| Juan Carlos Bello | 200m wisselslag (m)  | 7e        | serie 4: 2de in 2.11,70 finale: 7de in 2.11,87     |
| Juan Carlos Bello | 400m wisselslag (m)  | DNS       | serie 5: niet gestart                              |

Afghanistan · Albanië · Algerije · Amerikaanse Maagdeneilanden · Argentinië · Australië · Bahama's · Barbados · België · Bermuda · Birma · Bolivia · Bondsrepubliek Duitsland · Brazilië · Brits-Honduras · Bulgarije · Canada · Ceylon · Chili · Colombia · Congo-Brazzaville · Costa Rica · Cuba · Dahomey · Denemarken · Dominicaanse Republiek · Duitse Democratische Republiek · Ecuador · Egypte · El Salvador · Ethiopië · Fiji · Filipijnen · Finland · Frankrijk · Gabon · Ghana · Griekenland · Groot-Brittannië · Guatemala · Guyana · Haïti · Hongarije · Hongkong · Ierland · IJsland · India · Indonesië · Iran · Israël · Italië · Ivoorkust · Jamaica · Japan · Joegoslavië · Kameroen · Kenia · Khmerrepubliek · Koeweit · Lesotho · Libanon · Liberia · Liechtenstein · Luxemburg · Madagaskar · Malawi · Maleisië · Mali · Malta · Marokko · Mexico · Monaco · Mongolië · Nederland · Nederlandse Antillen · Nepal · Nicaragua · Nieuw-Zeeland · Niger · Nigeria · Noord-Korea · Noorwegen · Oeganda · Oostenrijk · Opper-Volta · Pakistan · Panama · Paraguay · Peru · Polen · Portugal · Puerto Rico · Roemenië · San Marino · Saoedi-Arabië · Senegal · Singapore · Soedan · Somalië · Sovjet-Unie · Spanje · Suriname · Swaziland · Syrië · Taiwan · Tanzania · Thailand · Togo · Trinidad en Tobago · Tsjaad · Tsjecho-Slowakije · Tunesië · Turkije · Uruguay · Venezuela · Verenigde Staten · Vietnam · Zambia · Zuid-Korea · Zweden · Zwitserland